# Amidostomidae
Die Amidostomidae sind eine Familie der Fadenwürmer, die als Parasiten im Magen von Vögeln, vor allem bei Entenvögeln, auftreten. Das Taxon wurde von Lauro Travassos zunächst als Unterfamilie eingeführt und 1926 von Harry Arnold Baylis und Robert Daubney zur Familie erhoben. Nach der Nomenklatur von Hodda wurde es 2022 zum Subtribus Amidostomatinii im Tribus Trichostrongylini der Familie Trichostrongylidae herabgestuft.

## Merkmale
Die Mundhöhle ist flach und dünnwandig. An ihrem Boden sitzen ein oder drei dreieckige Zähne mit scharfer Spitze. Die Begattungstasche (Bursa copulatrix) der Männchen ist dreilappig, wobei der rückenseitige Lappen schwach entwickelt ist. Die Spitzen der beiden relativ kurzen Spicula teilen sich am Ende in zwei oder drei Äste. Eine Leitstruktur (Gubernaculum) ist vorhanden. Die Vulva der Weibchen liegt im hinteren Teil des Körpers.

## Systematik
Die Familie bzw. der Subtribus enthält acht Gattungen:
- Amidostomoides Petrova, 1987
- Amidostomum Railliet & Henry, 1909
- Epomidiostomum Skrjabin, 1915
- Hexapapillostomum Lomakin, 1991
- Mesamidostomum Lomakin, 1991
- Paramidostomum Freitas & Mendonca, 1950
- Pseudamidostomum Boulenger, 1926
- Quasiamidostomum Lomakin, 1991